# 拟刺尾鲷
擬刺尾鯛（学名：Paracanthurus hepatus），又名藍倒吊、黃尾副刺尾魚、副刺尾魚、蓝刀鲷、蓝刀鱼，為輻鰭魚綱鱸形目刺尾魚亞目刺尾魚科，是分布于印度洋和太平洋的一种鱼类。

## 體形特徵
體呈橢圓形而側扁。口小，端位，上下頜齒較大，齒固定不可動。背鰭及臀鰭硬棘尖銳；腹鰭3條；尾鰭近截形。尾棘在尾柄前部，其後端固定於皮下。體為藍色，上半部從胸鰭中央至尾柄全為黑色，但胸鰭後具有一長橢圓形藍斑，胸鰭後半部黃色，尾鰭為黃色但上下葉黑色，背鰭、腹鰭、臀鰭藍色，背鰭和臀鰭具黑色邊緣。背鰭硬棘9枚、背鰭軟條19-20枚、臀鰭硬棘3枚、臀鰭軟條18-19枚。此魚成長至14公分生殖腺開始發育產卵，並逐漸變性，17公分者以上為雄魚，體長有些可達31公分。

## 棲息地生態及分佈
棲息於面海且有潮流經過的礁區，棲息深度在2-40公尺左右。成魚通常會群體聚集於離海底約1-2公尺高的水層，幼魚則聚集在珊瑚的枝芽附近。已知主要以極細小的浮游動物、以及藻類為主食。 此魚分佈於印度太平洋海域，西自非洲東岸，東至萊恩群島，北至日本南部，南迄澳洲大堡礁及新加勒多尼亞，包括東非、紅海、模里西斯、塞席爾、馬爾地夫、留尼旺、馬達加斯加、聖誕島、豪勳爵島、斯里蘭卡、安達曼群島、日本、台灣、中國沿海、菲律賓、印尼、新幾內亞、新喀里多尼亞、澳洲、新幾內亞、馬里亞納群島、馬紹爾群島、密克羅尼西亞、帛琉、索羅門群島、斐濟群島、萬那杜、諾魯等海域，其中大堡礁為較多。

## 經濟利用
為體色鮮艷的觀賞魚，大魚亦可食用。肉質細，可煮味噌湯。

## 流行文化
在2003年的皮克斯電影《海底總動員》中，配角多莉（艾倫·狄珍妮飾）是一條擬刺尾鯛。在《海底總動員》2016年的續集《海底總動員2：多莉去哪兒》當中，不但多莉成為主角，她在此片出現的父母也是擬刺尾鯛，其中幾個鏡頭也見一整個魚缸的擬刺尾鯛。